# Brave Vibration
 (mars 2012).
Si vous disposez d'ouvrages ou d'articles de référence ou si vous connaissez des sites web de qualité traitant du thème abordé ici, merci de compléter l'article en donnant les références utiles à sa vérifiabilité et en les liant à la section « Notes et références ».
Singles de Anna Tsuchiya
Virgin Cat
(2008) Atashi
(2010)
Brave Vibration est le 10esingle de Anna Tsuchiya sorti sous le label MAD PRAY RECORDS le 1er juillet 2009 au Japon. Il atteint la 13e place du classement de l'Oricon. Il se vend à 5 726 exemplaires la première semaine, et reste classé pendant 5 semaines, pour un total de 9 625 exemplaires vendus.
Brave Vibration a été utilisé comme campagne publicitaire pour ANESSA. Brave Vibration se trouve sur l'album Rule.

## Liste des titres
| 1. | Brave Vibration                                         | Michiko Motohashi   | COZZi                             | 3:37 |
| 2. | Sweet Rishi Boy (Anna Tsuchiya Mush Up ☆Taku Takahashi) | ☆Taku Takahashi     | LISA                              | 5:02 |
| 3. | Loser!                                                  | Anna-Maria La Spina | Anna-Maria La Spina, Dan Gautreau | 3:25 |

| 1. | Brave Vibration                              |  |
| 2. | Shiseido ANESSA (TV-CM) (資生堂「アネッサ」) |  |